# Arconville
Arconville är en kommun i departementet Aube i regionen Grand Est (tidigare regionen Champagne-Ardenne) i nordöstra Frankrike. Kommunen ligger  i kantonen Bar-sur-Aube som ligger i arrondissementet Bar-sur-Aube. År 2022 hade Arconville 107 invånare.
Arconville ligger cirka 60 kilometer öster om sydöstra sidan av Troyes och 36 kilometer väster om nordvästra sidan av Chaumont. Kommunens östra del är skogbeväxt. Skogar finns även i kommunens sydvästra och nordvästra delar. Resten av kommunen är åkermark.

## Befolkningsutveckling
Antalet invånare i kommunen Arconville
Referens: INSEE